# Vicente Feola
Vicente Ítalo Feola (San Paolo, 20 novembre 1909 – San Paolo, 6 novembre 1975) è stato un calciatore e allenatore di calcio brasiliano.

## Carriera
Discendente di una famiglia di Castellabate (SA) emigrata in Sudamerica all'inizio del secolo, dopo una carriera da giocatore trascorsa in squadre dello stato di San Paolo, intraprese la carriera da allenatore e divenne famoso nel 1958, anno in cui guidò la Nazionale di calcio del Brasile alla sua prima vittoria nella storia della Coppa del Mondo in Svezia, dopo la sconfitta di otto anni prima contro l'Uruguay a Rio de Janeiro.
Allenò la Seleção anche ai Mondiali 1966, ma questa volta la squadra non superò il 1º turno, facendosi eliminare da Portogallo e Ungheria.
A livello di club ha vinto 2 Campionati Paulisti nel 1948 e nel 1949 con il São Paulo.
È morto nel 1975 a San Paolo.

## Palmarès

### Club
- Campionato paulista: 2

San Paolo: 1948, 1949

### Nazionale
- Campionato mondiale: 1

Brasile: Svezia 1958